# Радован Радаковић
Радован Радаковић (Земун, 6. фебруар 1971 — Београд, 25. септембар 2022) био је српски фудбалски голман. По завршетку каријере био је фудбалски тренер.

## Биографија
У току каријере чувао је мрежу Земуна, Обилића, БСК-а из Батајнице, чачанског Борца, Стандард Лијеж и ФК Лијеж (Белгија), крагујевачког Радничког, београдског Партизана, аустријског Штурма, Вождовца и лазаревачке Колубаре.
Најбоље тренутке каријере доживео је у дресу Партизана. Са „црно-белима“ је два пута био шампион (2002, 2003) и једном победник Купа Југославије (2001). Од 2004. је био првотимац аустријског Штурма из Граца, да би се 2006. вратио у домовину и поново обукао дрес ФК Земун, а касније је бранио и за ФК Вождовац и Колубару из Лазаревца.
Два пута је био на голу репрезентације Југославије (2001), оба пута у квалификацијама за СП 2002. – против Русије у Москви (1:1) и против Фарских Острва (6:0) у Београду.
Преминуо је од рака стомака, 25. септембра 2022. године.

## Трофеји

### Партизан
- Првенство СР Југославије (2) : 2001/02, 2002/03.
- Куп СР Југославије (1) : 2000/01.